# Wilhelm Schütz (Tiermediziner)

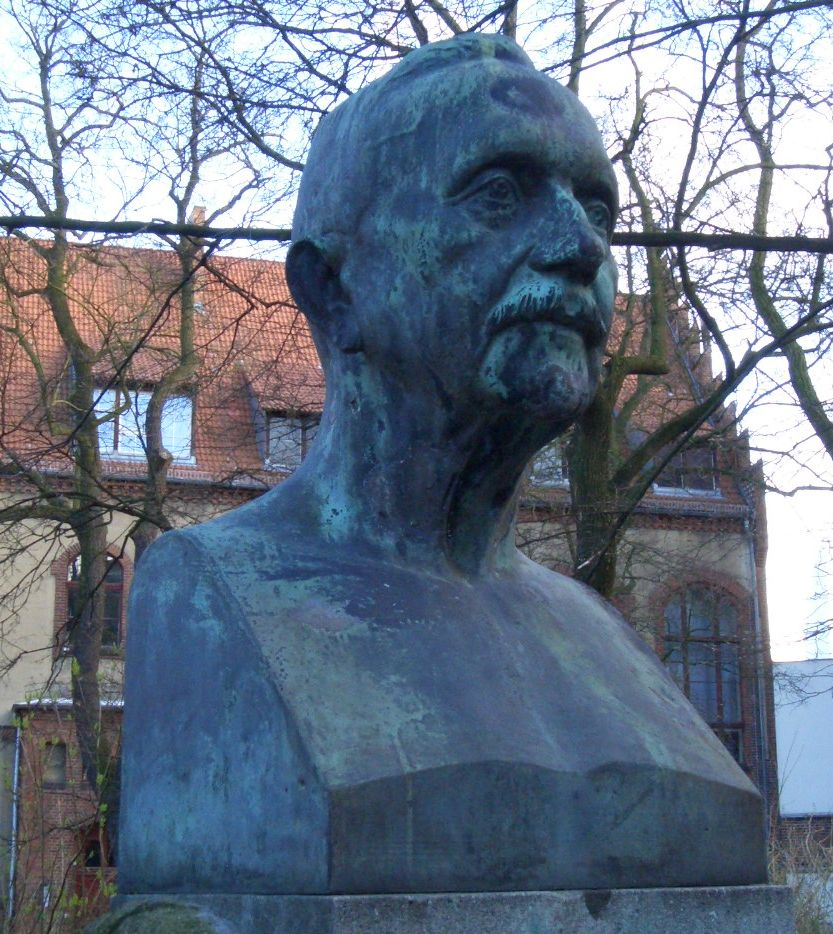
Wilhelm Schütz-Denkmal (1921) im Innenhof der Tierarzneischule

Johann Wilhelm Schütz (* 15. September 1839 in Berlin; † 7. November 1920 ebenda) war ein deutscher Tierarzt, Veterinäranatom und Mikrobiologe. Er war Professor an der Königlichen Tierarzneischule, die 1887 zur Tierärztlichen Hochschule Berlin wurde.

## Leben
Wilhelm Schütz begann 1856 als Zivil-Eleve das Studium der Tierheilkunde an der Königlichen Tierarzneischule in Berlin und legte 1860 das Staatsexamen als Tierarzt mit dem Prädikat „sehr gut“ ab. Die gleiche Note erreichte er in den Prüfungen als Kreistierarzt (1862) und Departementstierarzt (1867). Von 1862 bis 1864 studierte Schütz Medizin an der Universität Berlin, danach wurde er bis 1866 als Kreistierarzt in Fischhausen b. Königsberg (Preußen) eingesetzt. 1866 nahm er als Rossarzt am Deutsch-Französischen Krieg teil und studierte weitere zwei Jahre in Berlin Medizin. 1870 erfolgte die Anstellung als Repetitor, 1871 als ordentlicher Lehrer und 1876 die Berufung als Professor für pathologische Anatomie, Bakteriologie und Pathologie an der Tierarzneischule (ab 1887 Tierärztlichen Hochschule) in Berlin. In den Perioden 1889/92, 1895/98 und 1915/19 war er Rektor dieser Einrichtung. 1868 erwarb er den Dr. med. et chir. Er wurde Veterinär-Assessor beim Medizinal-Kollegium für die Provinz Brandenburg (1878),  Mitglied des Reichsgesundheitsrates (1876) und Technischer Deputierter für das Veterinärwesen (1875).
Im Jahr 1882 gelang ihm mit Friedrich Loeffler die Reinzüchtung von Burkholderia mallei, dem 1881 entdeckten Erreger des vor allem bei Pferden gefürchteten Rotzes. Mit Robert Koch entdeckte er auch den Schweinerotlaufbazillus und wies die Verschiedenheit des Tuberkuloseerregers von Rind und Mensch nach. Schütz setzte 1900 die erfolgreich abgelegte Reifeprüfung als Voraussetzung zum Studium der Veterinärmedizin durch.

## Ehrungen
- 1895: Ernennung zum Geheimen Regierungsrat
- Denkmal im Innenhof der Tierarzneischule